# Арчиньян (Туркменистан)
Арчиньян (Харчинкан) — село в Туркмении, в предгорьях Восточного Копетдага, к востоку от села Хивеабад, в 20 километрах к югу от города Кака (Каахка), у границы с Ираном.  Относится к Какинскому этрапу Ахалского велаята.
Село находится в долине небольшой горной реки Арчиньян (Арчиньян-Су), которая берёт начало на северных склонах хребта Копетдага, части Туркмено-Хорасанских гор на территории Ирана. Река быстрая, но мелкая. Почти вся вода этой речки разбирается на орошение, и она в низовьях пересыхает. Русло проходит главным образом в наносной гальке, поэтому много воды фильтруется в грунт. В период раннего энеолита (6—5-е тысячелетия до н. э.) в районе речек Арчиньян и Лаинсу поля земледельцев размещались на конусах выноса, там, где весенние паводковые воды, разливаясь, обеспечивали лиманное орошение. В речке Арчиньян обнаружен туркменский гребенчатый голец (Metaschistura cristata Berg, 1898).
В Каахкинском районе Российской империи русские жили в селениях Арчиньян и Хивеабад. Посёлки Арчиньян и Хивеабад были довольно бедными, имели неполивные земли, пытались захватить воду, что вызывало конфликты с туркменскими аулами — собственниками воды. В годы гражданской войны (1917—1920) население поселка Арчиньян встретило войска Красной Армии с большим радушием и всячески помогало им в питании и боевой деятельности. Дайхане аула Арчиньян были целиком на стороне красных и враждебно настроены к белым. Из-за этого белые сильно ненавидели этих дайхан. С помощью крестьян поселка Арчиньян, указавших дорогу через горы, советские войска вышли в тыл белым и нанесли им внезапный удар оттуда, откуда они не ожидали нападения. Так 3 июля 1919 года был взят Каахка. Селение было молоканским. С декабря 1923 года по апрель 1924 года архимандрит Гурий (Егоров) находился в ссылке в селении Арчиньян. 23 июня 1941 года в сражении в районе Луцка, Броды и Ровно танкист Назар Xандурдыев из села Арчиньян уничтожил 60 гитлеровцев. В советский период здесь находилась 13-я пограничная застава «Арчиньян» 46-го Каахкинского пограничного отряда (в/ч 2088) Среднеазиатского пограничного округа.